# Das erste Recht des Kindes
Das erste Recht des Kindes (Untertitel: „Aus dem Tagebuch einer Frauenärztin“) ist ein deutscher Spielfilm von Fritz Wendhausen aus dem Jahr 1932. Er wurde am 20. Oktober 1932 in Berlin uraufgeführt und am 5. Mai 1933 von der Zensurbehörde nach persönlicher Intervention Heinrich Himmlers („... halte ich ihn für geeignet, lebenswichtige Interessen des Staates und damit die öffentliche Ordnung zu verletzen“) verboten.

## Handlung
Lotte Bergmann ist schwanger. Aber Werkstudent Herbert Böhme, der Vater ihres Kindes, hat kein Einkommen, sie selbst nur so viel, um ihre Mutter und sich selbst zu ernähren. Sie will das Kind abtreiben lassen, wird aber überall abgewiesen, auch von der Ärztin Dr. Baumgarten. In ihrer Verzweiflung versucht sie, sich das Leben zu nehmen, wird aber gerettet. In Traumphantasien erlebt sie das Schicksal von Müttern mit unehelichen Kindern, woraus sie den Wunsch schöpft, auch ihr Kind zu bekommen.

## Kritiken
- Filmwoche (1932): „Es ist ein Frauenfilm, aber auch alle Männer sollten ihn sich ansehen, es sei die dringende Forderung an das gesamte deutsche Filmpublikum gerichtet: Seht euch diesen Film an und verhelft ihm zum Siege.“[1]